# Куржеу
Куржеу (фр. Courgeoût) насеље је и општина у северној Француској у региону Доња Нормандија, у департману Орн која припада префектури Мортањ о Перш.
По подацима из 2011. године у општини је живело 467 становника, а густина насељености је износила 26,21 становника/km². Општина се простире на површини од 17,82 km². Налази се на средњој надморској висини од 216 метара (максималној 279 m, а минималној 165 m).

## Демографија
| 1962. | 1968. | 1975. | 1982. | 1990. | 1999. | 2011. |
| ----- | ----- | ----- | ----- | ----- | ----- | ----- |
| 321   | 373   | 314   | 309   | 368   | 451   | 467   |

График промене броја становника у току последњих година